# Ozius verreauxii
Espèce
Synonymes
- Xantho grandimanus Lockington, 1877[2]

Ozius verreauxii est une espèce de crabes de la famille des Menippidae.